# Hagtornsspinnmal
Hagtornsspinnmal (Scythropia crataegella) är en fjärilsart som beskrevs av Carl von Linné 1767. Hagtornsspinnmal ingår i släktet Scythropia och familjen spinnmalar. Enligt den finländska rödlistan är arten starkt hotad i Finland. Arten är reproducerande i Sverige. Artens livsmiljö är hagmarker och lövängar. Inga underarter finns listade i Catalogue of Life.

## Bildgalleri

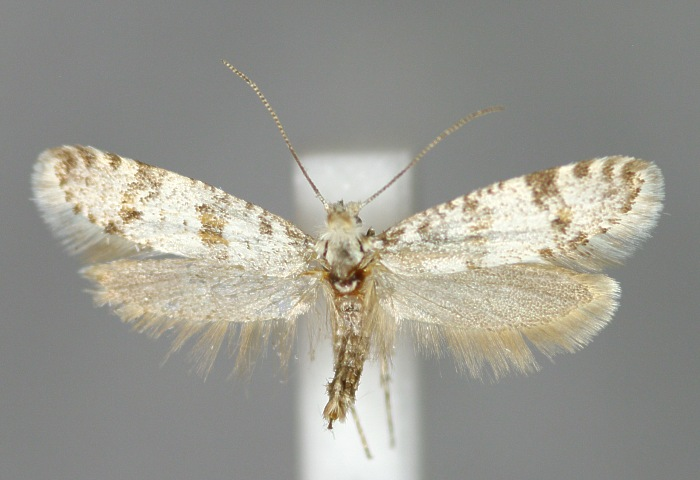